# Нижньогородська (станція МЦК)
Нижньогородська (рос. Нижегородская) — пасажирська платформа Московської залізниці, що є зупинним пунктом міського електропоїзда — Московського центрального кільця. У рамках транспортної системи Московського центрального кільця позначено як «станція», хоча фактично власне не є залізничною станцією через відсутність колійного розвитку. відкрито 10 вересня 2016 року. На станції заставлено тактильне покриття.
Розташована між пунктами зупинок МКЗ Андроновка і Новохохловська. Названо за розташованою поблизу Нижньогородською вулицею. Є у складі транспортно-пересадного вузла, що має у своєму складі станцію метро «Нижньогородська».

## Розташування та пересадки
Платформа Нижньогородська знаходиться у ПСАО, у Нижньогородському районі. 
- Метростанцію  Нижньогородська
- Залізничну платформу  Нижньогородська
- Автобуси: м7, е70, 51, 59, 279, 429, 759, 766, 805, 859, т63, н7

## Галерея

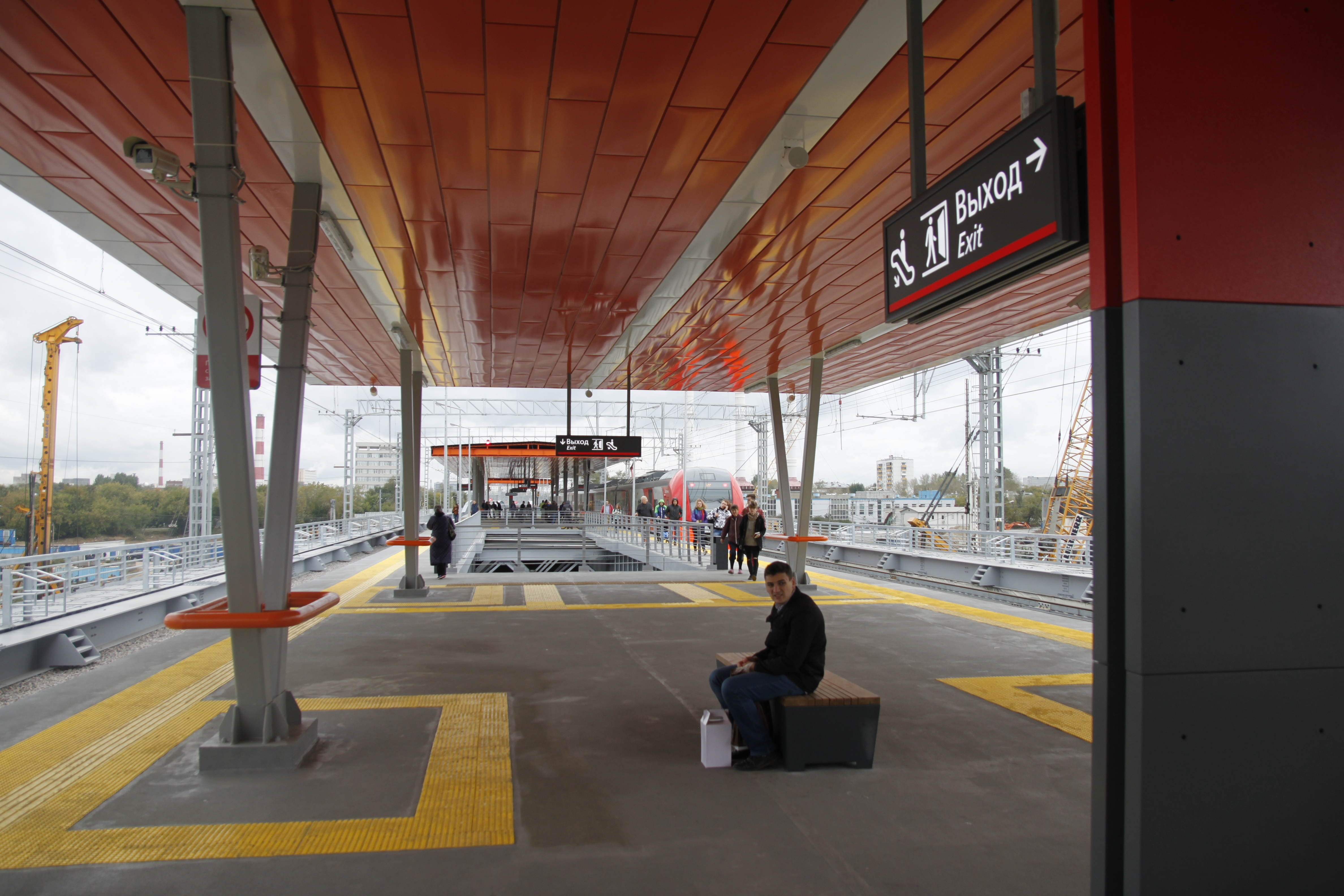
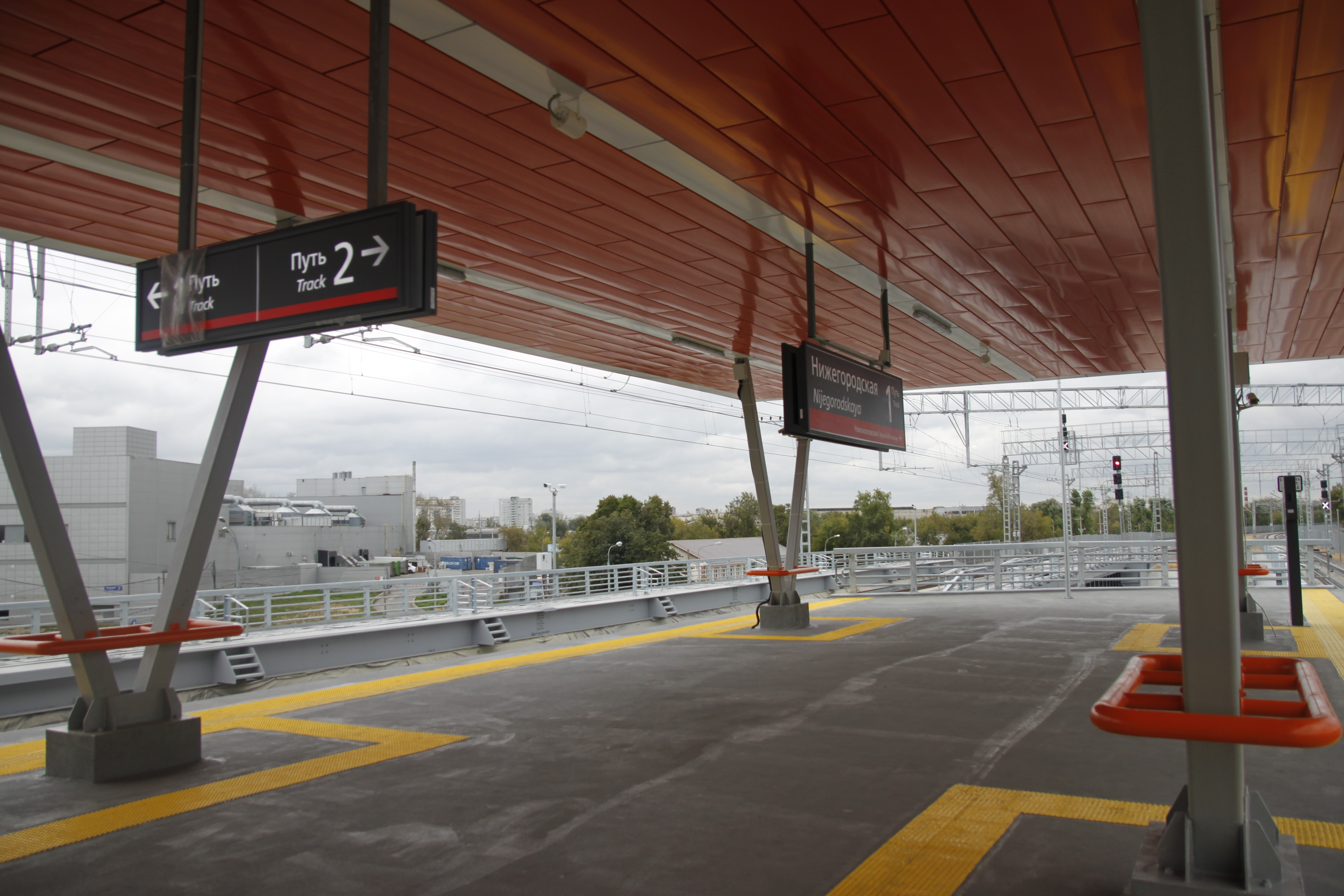
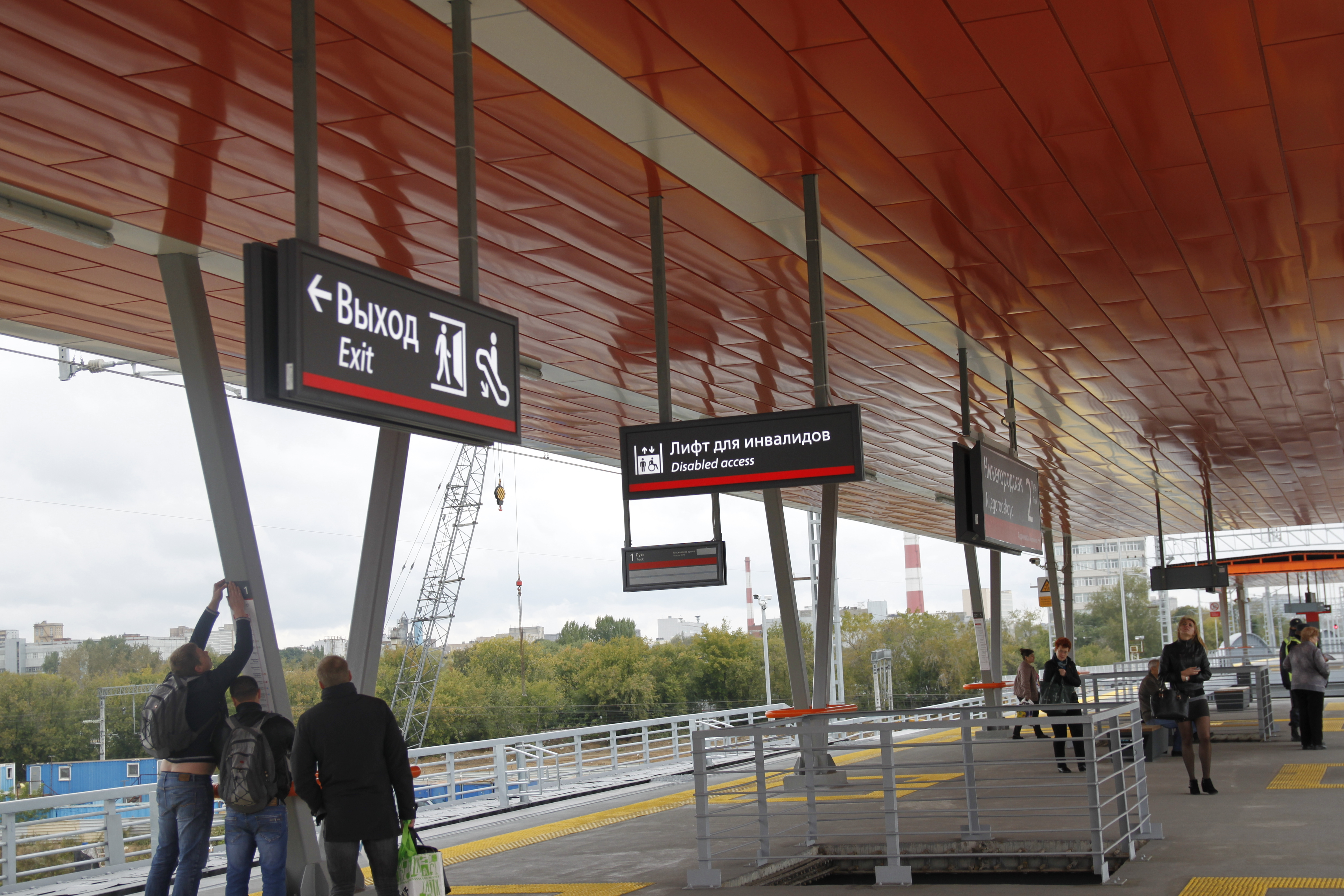